# صندوق ثروت ملی
صندوق ثروت ملی یا صندوق ثروت حکومتی (به انگلیسی: Sovereign Wealth Fund) یک صندوق سرمایه‌گذاری دولتی است که در دارایی‌های واقعی و مالی مانند سهام، اوراق قرضه، املاک و مستغلات، فلزات گرانبها یا سرمایه‌گذاری‌های جایگزین مانند صندوق سهام اختصاصی یا صندوق‌های پوشش ریسک سرمایه‌گذاری می‌کند. صندوق‌های ثروت ملی در سراسر جهان سرمایه‌گذاری می‌کنند و منابع مالی آن‌ها بیشتر از طریق درآمد حاصل از صادرات کالاها یا از ذخیره ارزی که توسط بانک مرکزی نگهداری می‌شود، تأمین می‌شود.
برخی از صندوق‌های ثروت ملی ممکن است توسط یک بانک مرکزی اداره شوند، که این وظیفه را همراه با مدیریت سیستم بانکی کشور انجام می‌دهد؛ این نوع صندوق معمولاً از اهمیت اقتصادی و مالی مهمی برخوردار است. دیگر صندوق‌های ثروت ملی صرفاً پس‌اندازهای دولتی هستند که توسط نهادهای مختلف برای بازپرداخت سرمایه تأمین مالی می‌شوند و ممکن است نقش مهمی در مدیریت مالی نداشته باشند.
ایران، امارات متحد عربی، کویت و نروژ منابع صندوق خود را به سرمایه‌گذاری در صنایع نفت و گاز اختصاص داده‌اند. صندوق دیگر کشورها مانند چین، سنگاپور و شیلی از تنوع سرمایه‌گذاری بیشتری برخوردار است.

## پیشینه
اصطلاح «صندوق ثروت ملی» برای اولین بار در سال ۲۰۰۵ میلادی توسط اَندرو رُزانوف در مقاله ای تحت عنوان «چه کسی ثروت ملل را نگه می‌دارد؟» در مجله بانکداری مرکزی مطرح شد. نسخه قبلی مجله تغییر از مدیریت ذخیره سنتی به مدیریت ثروت ملی را توصیف کرده بود، پس از آن این اصطلاح به‌طور گسترده‌ای مورد استفاده قرار گرفت و پس از این توان هزینه‌کرد مقامات رسمی جهان افزایش داشته‌است.
برخی از این صندوق‌ها بخاطر سرمایه‌گذاری بد در چندین شرکت مالی وال استریت مانند سیتی‌گروپ، مورگان استنلی و مریل لینچ توجه‌ها را به خود جلب کرده‌اند. این شرکتها نیاز به تزریق نقدی زیادی به علت زیان‌های ناشی از سوء مدیریت و بحران وام مسکن آمریکا داشتند.
صندوق‌های ثروت ملی‌ها در دارایی‌های متنوعی مانند سهام، اوراق قرضه، املاک، سهام خصوصی و صندوق‌های پوشش ریسک سرمایه‌گذاری می‌کنند. بسیاری از صندوق‌های ملی مستقیماً در املاک و مستغلات نهادی سرمایه‌گذاری می‌کنند. براساس اطلاعات دیتابیس تراکنش‌های «مؤسسه صندوق ثروت ملی» در نیمه دوم سال ۲۰۱۲ میلادی حدود ۹٫۲۶ میلیارد دلار توسط صندوق‌های توسعه ملی مستقیماً در املاک نهادی مبادله شده‌است. در نیمه اول سال ۲۰۱۴، تراکنش‌های معاملات مستقیم صندوق‌های ثروت ملی جهانی به مبلغ ۵۰٫۰۲ میلیارد دلار رسید.

### صندوق‌های اولیه
صندوق‌های ثروت ملی برای بیش از یک قرن وجود داشته‌اند، اما از سال ۲۰۰۰ میلادی تعداد صندوق‌های ثروت ملی به‌طور چشمگیری افزایش یافته‌است. اولین این نوع نهادها صندوق‌های ایالتی غیر فدرال در ایالات متحده بودند که در اواسط قرن نوزدهم برای تأمین مالی خدمات عمومی مشخصی تأسیس شدند. بنابراین، ایالت تگزاس اولین دولتی بود که چنین طرح‌هایی را برای تأمین بودجه آموزش عمومی تأسیس کرد. «صندوق مدرسه دائمی» (Permanent School Fund) در سال ۱۸۵۴ میلادی برای کمک به مدرسه‌های ابتدایی و متوسطه و «صندوق دانشگاه دائمی» (Permanent University Fund) در سال ۱۸۷۶ به منظور کمک به دانشگاه‌ها ایجاد شدند. «صندوق دانشگاه دائمی» با اهدای زمین‌های عمومی تأمین مالی شد و مالکیت آن به موجب قرارداد امضاء ۱۸۴۵بین جمهوری تگزاس و ایالات متحده توسط ایالت حفظ شد. در حالی که صندوق مدرسه دائمی برای اولین بار با تخصیص بودجه از مجلس قانون‌گذاری ایالتی تأمین مالی شد، بعداً در هنگام تأسیس صندوق دانشگاه‌ها از زمین‌های عمومی نیز دریافت کرد. اولین صندوق ثروت ملی برای یک کشور مستقل سازمان سرمایه‌گذاری کویت است، که در سال ۱۹۵۳ پیش از استقلال کویت از بریتانیا از درآمدهای نفتی ایجاد شد. بر اساس برآوردهای بسیاری، صندوق کویت سال ۲۰۰۷ حدود ۶۰۰ میلیارد دلار ارزش داشت.
یکی دیگر از اولین صندوق‌های این نوع، «صندوق ذخیره مقادیر درآمد» کیریباتی است؛ که در سال ۱۹۵۶، زمانی که مدیریت انگلیسی جزایر گیلبرت در میکرونزی برای صادرات فسفات مورد استفاده در کود مالیات وضع کرد، تأسیس شد. ارزش این صندوق از آن زمان به ۵۲۰ میلیون دلار افزایش یافته‌است.

## هدف و طبیعت صندوق
صندوق‌های ثروت ملی معمولاً زمانی ایجاد می‌شوند که دولت‌ها مازاد بودجه‌ای دارند و بدهی‌های خارجی کمی (یا صفر) دارند. همیشه ممکن نیست که این نقدشوندگی مازاد را به شکل پول نگه داشت و شایسته نیست که آن را به مصرف فوری رساند. این مورد زمانی که درآمد کشور به صادرات مواد اولیه مانند نفت خام، مس و الماس بستگی دارد، دارای اهمیت بیشتری است. در چنین کشورهایی، دلیل اصلی ایجاد صندوق‌های ثروت ملی به دلیل ویژگی‌های درآمد منابع است: نوسانات شدید قیمت منابع، غیرقابل پیش‌بینی بودن استخراج، و خروج منابع.
دو نوع صندوق وجود دارد: صندوق پس‌انداز و صندوق تثبیت. صندوق‌های تثبیت برای کاهش نوسانات درآمدهای دولتی ایجاد شده‌است، برای مقابله با عواقب ناشی از نوسان‌های شدید قیمت منابع بر بودجه دولت و اقتصاد ملی. صندوق‌های پس‌انداز برای نسل‌های آینده پس‌انداز می‌کنند. یکی از این صندوق‌ها «صندوق دولتی بازنشستگی نروژ» است. برخی بر این باورند که صندوق‌های ثروت ملی در کشورهای غنی از منابع می‌توانند به جلوگیری از نفرین منابع کمک کنند، اما ادبیات این موضوع بحث‌انگیز و مورد مناقشه است. ممکن است دولت‌ها بتوانند پول را بلافاصله بپردازند، اما خطر برافروختن اقتصاد را بیش از حد می‌کنند، مانند سیاست‌های هوگو چاوز ونزوئلا یا محمدرضا شاه در ایران. در چنین شرایطی، صرفه‌جویی در هزینه‌ها در دوره تورم کم، مفید است.
دلایل دیگر برای ایجاد صندوق‌های ثروت ملی اقتصادی یا استراتژیک هستند، مانند سدهای جنگی برای روز مبادا. مثلاً «اداره سرمایه‌گذاری کویت» در طول جنگ خلیج فارس، ذخایر اضافی بالاتر از سطح مورد نیاز برای ذخایر ارز را مدیریت کرد (البته بسیاری از بانک‌های مرکزی هم‌اکنون این کار را انجام می‌دهند). «شرکت سرمایه‌گذاری دولتی سنگاپور» و هولدینگ تماسک بخشی از برنامه تقویت موقعیت سنگاپور به عنوان مرکز مالی جهانی است. شرکت سرمایه‌گذاری کره هم اینگونه مدیریت شده‌است. صندوق‌های ثروت ملی در همه نوع شرکت‌ها و دارایی‌ها سرمایه‌گذاری کرده‌اند از جمله شرکت‌های نوپا مانند شیائومی و شرکت‌های انرژی تجدیدپذیر مانند «بلوم انرژی».

## نگرانی‌ها در مورد صندوق‌های ثروت ملی
- لارنس سامرز، وزیر سابق خزانه‌داری ایالات متحده، استدلال کرده‌است که کنترل دارایی‌های آمریکا می‌تواند به دست صندوق‌های خارجی ثروت‌مندی بیفتد که ظهورشان «منطق سرمایه‌داری را می‌لرزاند».[۵] این نگرانی‌ها باعث شده‌است اتحادیه اروپا در اجازه استفاده از «سهام طلایی» توسط اعضایش برای جلوگیری از برخی خریدهای خارجی بازنگری کند.[۸] این استراتژی تا حد زیادی از سوی اتحادیه اروپا نادیه گرفته شده‌است، چرا که می‌تواند موجب بازتولیدحمایت‌گرایی بین‌المللی شود. در ایالات متحده این نگرانی‌ها در تصویب متمم لایحه تجارت و رقابت همگانی بیان شده‌است.
- شفافیت ناکافی آنها باعث نگرانی برای سرمایه گذاران و ناظران است. به عنوان مثال، اندازه و منبع صندوق‌ها، اهداف سرمایه‌گذاری، نظارت‌های داخلی، افشای روابط و سهام در صندوق‌های سرمایه‌گذاری خصوصی.
- صندوق‌های ثروت ملی به اندازه بانک مرکزی یا صندوق‌های بازنشستگی یکدست و هم‌شکل نیستند.
- کمبود شفافیت و در نتیجه افزایش خطر ابتلا به سیستم مالی، شاید تبدیل شدن به «صندوق‌های جدید پوشش ریسک».[۹]

دولت‌های مالک صندوق ثروت ملی متعهد به پیروی از قوانین خاصی هستند:
- قاعده انباشت (چه مقدار از درآمد را می‌توان خرج یا پس‌انداز کرد؟)
- قانون برداشت (چه زمانی دولت می‌تواند از صندوق برداشت کند؟)
- سرمایه‌گذاری (درآمد را می‌توان در کدام دارایی خارجی یا داخلی سرمایه‌گذاری کرد؟)[۱۰]

### اصول سانتیاگو
در سپتامبر ۲۰۰۸ نمایندگان بزرگ‌ترین صندوق‌های ثروت ملی جهان به رهبری صندوق بین‌المللی پول در شیلی گرد آمدند و یک گروه کاری موقت تشکیل دادند. این گروه کاری سپس ۲۴ اصل سانتیاگو را تهیه کرد تا یک مجموعه مشترک جهانی از استانداردهای بین‌المللی را دربارهٔ شفافیت، استقلال و پاسخگویی برای شیوه کار صندوق‌های ثروت ملی، تعیین کند. این اصول پس از ارائه به کمیته مالی صندوق بین‌المللی پول در اکتبر ۲۰۰۸ منتشر شد. آنها همچنین یک کمیته دائمی برای نمایندگی آنها را در مجامع جهانی تشکیل دادند و بنابراین سازمان جدید «انجمن بین‌المللی صندوق‌های ثروت حکومتی» (IFSWF) برای تبیین استانداردهای جدید و نمایندگی آنها را در بحث‌های سیاسی بین‌المللی تأسیس شد.
تا سال ۲۰۱۶، ۳۰ صندوق رسماً به اجرای این اصول اقدام کرده‌اند که مجموعاً ۸۰ درصد از کل دارایی‌های تحت مدیریت صندوق‌های حکومتی جهان را شامل می‌شوند(۵۵۰۰ تریلیون دلار آمریکا).

## اندازه صندوق‌های ثروت حکومتی
دارایی تحت مدیریت صندوق‌های حکومتی برای دهمین سال پیاپی در سال ۲۰۱۸ افزایش یافت و به ۸٫۱۰۹ تریلیون دلار رسیده‌است.
ارزش کل صندوق‌های ثروت حکومتی کشورهایی که با صادرات نفت و گاز تأمین می‌شوند در پایان سال ۲۰۱۴، ۴٫۲۹ تریلیون دلار بود.